# Polytrichum sinense
Polytrichum sinense är en bladmossart som beskrevs av Jules Cardot och Thériot 1904. Polytrichum sinense ingår i släktet björnmossor, och familjen Polytrichaceae. Inga underarter finns listade i Catalogue of Life.